# Fritz-Wotruba-Promenade
Die Fritz-Wotruba-Promenade befindet sich im 1. Wiener Gemeindebezirk, der Inneren Stadt. Sie wurde 1993 nach dem österreichischen Bildhauer Fritz Wotruba benannt.

## Geschichte

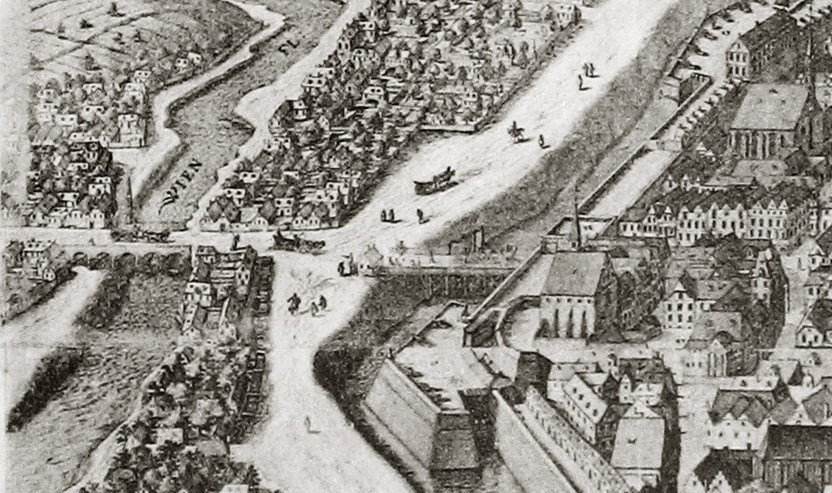
Gegend am Wienfluss bei der Stubentorbrücke, 1609

Die Gegend der heutigen Fritz-Wotruba-Promenade gehörte im Mittelalter zur Vorstadt vor dem Stubentor. Seit dem 16. Jahrhundert war sie Teil des vor der Wiener Stadtmauer gelegenen Glacis; wie aus einer Abbildung aus dem Jahr 1609 hervorgeht war der Bereich neben dem Wienfluss hingegen mit kleinen Häusern verbaut.
In den Jahren 1895 bis 1902 wurde der Wienfluss reguliert und gegen Hochwasser in einem tiefen Betonbecken kanalisiert. Im Zuge dessen wurde um 1900 auch die alte Stubentorbrücke durch die neue Stubenbrücke ersetzt. Entlang des Wienflusses entstand stadtseitig 1906 die neue Schallautzerstraße. Von dieser trennte man 1993 das Teilstück zwischen Kleiner Marxerbrücke und Stubenbrücke ab und benannte es Fritz-Wotruba-Promenade. Der Künstler hatte an der hier anliegenden Kunstgewerbeschule die Bildhauerklasse besucht.

## Lage und Charakteristik
Die Fritz-Wotruba-Promenade verläuft in Verlängerung der Schallautzerstraße vom Oskar-Kokoschka-Platz bzw. der Kleinen Marxerbrücke in südwestlicher Richtung entlang des Wienflusses bis zur Weiskirchnerstraße bzw. der Stubenbrücke. Sie ist ausschließlich für Fußgänger und Radfahrer zugänglich, die jeweils eigene breite Fahrbahnen besitzen, die durch einen Grünstreifen voneinander getrennt werden. Auf dem Grünstreifen befindet sich eine Reihe kleiner Bäume.
An der linken Seite trennt ein Jugendstilgeländer die Fritz-Wotruba-Promenade vom Wienfluss, der auf wesentlich tieferem Niveau dahinfließt. An der rechten Seite liegen die Rückfronten der Universität für angewandte Kunst und des Museums für angewandte Kunst. Es gibt aber keine Hausnummern entlang der Promenade. Neben Spaziergängern wird die Fritz-Wotruba-Promenade daher hauptsächlich von Studenten frequentiert.

## Bauwerke

### Universität für angewandte Kunst
→ siehe auch Hauptartikel Universität für angewandte Kunst Wien

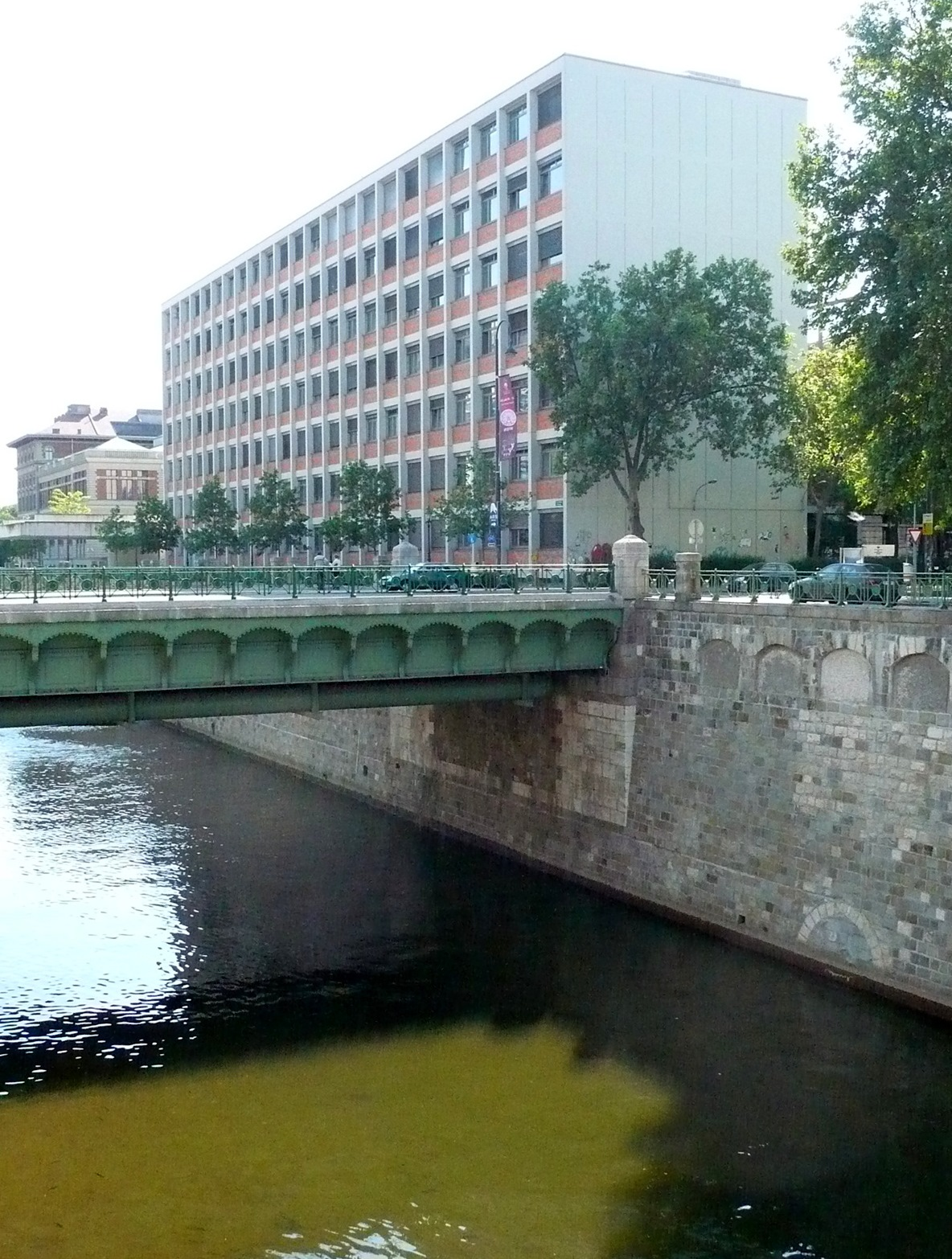
Erweiterungsbau der Universität für angewandte Kunst (1962–1965) von Karl Schwanzer mit Kleiner Marxerbrücke

Dem historischen Gebäude der einstigen Kunstgewerbeschule, jetzt Universität für angewandte Kunst, das 1875 bis 1877 von Heinrich von Ferstel am Stubenring errichtet worden war, wurde 1962 bis 1965 an dessen hinterer Seite Ecke Oskar-Kokoschka-Platz und Fritz-Wotruba-Promenade ein Erweiterungsbau hinzugefügt, der von Karl Schwanzer errichtet wurde. Der rechteckige Baublock ist siebengeschoßig und dreiundzwanzigachsig, wobei die Fenster vertikal durch Wandvorlagen getrennt und durch Sichtziegelparapete zusammengezogen werden. Ein dreigeschoßiger Trakt am Oskar-Kokoschka-Platz stellt die Verbindung zum historischen Gebäude her. An dieser Seite wurde auch eine Bronzebüste Oskar Kokoschkas aufgestellt, die 1963 von Alfred Hrdlicka geschaffen wurde.

### Terrassenplateau

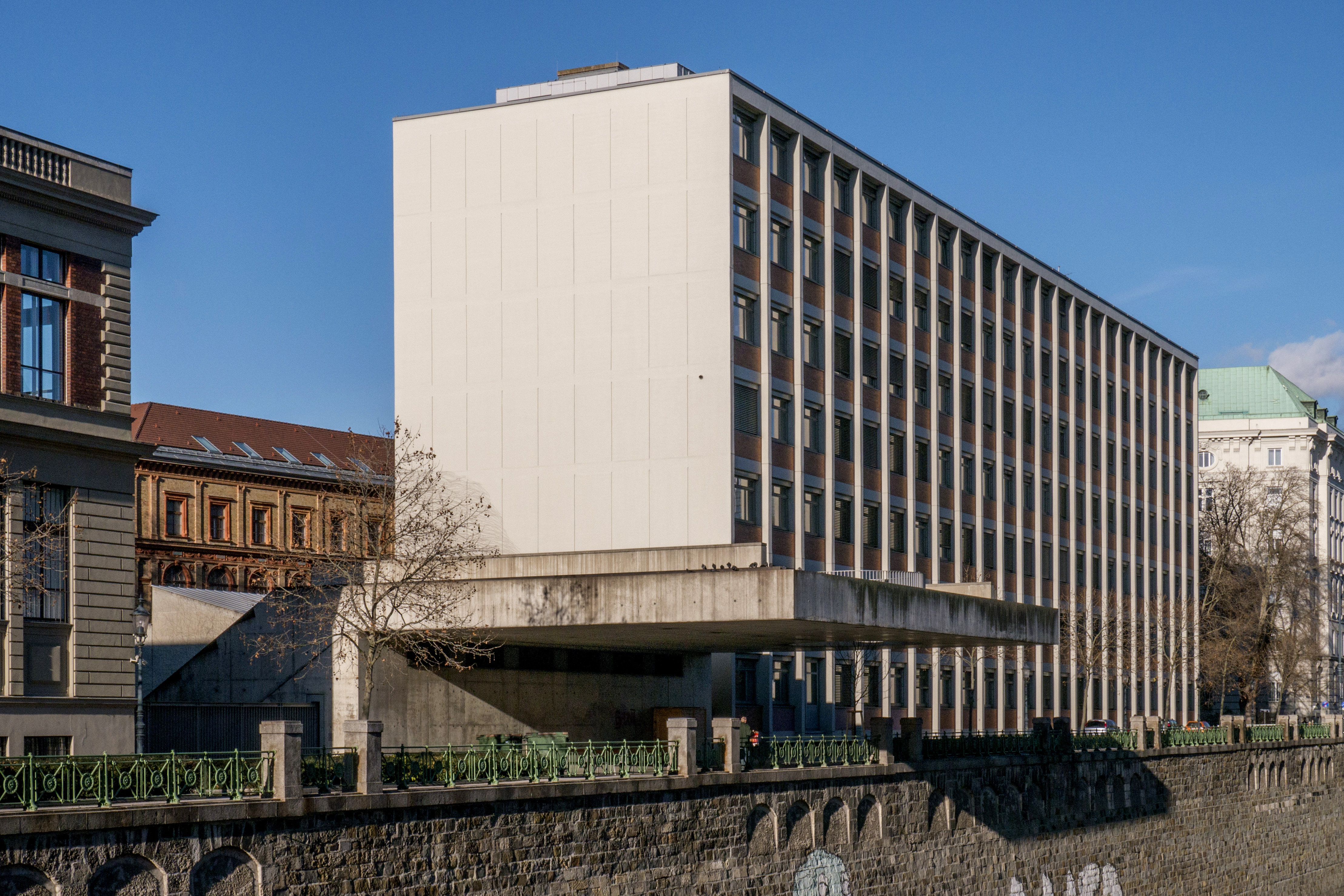
Terrassenplateau (1991–1993)

Zwischen den Erweiterungsbauten von Universität und Museum für angewandte Kunst schuf Peter Noever 1991 bis 1993 ein Terrassenplateau, das über die Fritz-Wotruba-Promenade hinausragt. Für einen an der Promenade an dieser Stelle wachsenden Baum wurde eigens eine Öffnung in der Terrasse vorgesehen. Das Betonbauwerk besitzt zum Garten hin eine Glaskonstruktion.

### Museum für angewandte Kunst
→ siehe auch Hauptartikel Museum für angewandte Kunst (Wien)
Das am Stubenring liegende monumentale Hauptgebäude des Museums wurde 1866 bis 1871 von Heinrich von Ferstel als historistischer Backsteinbau errichtet. Es ist das weltweit zweitälteste Kunstgewerbemuseum der Welt. Bereits 1906 bis 1908 erbaute Ludwig Baumann an der Ecke Weiskirchnerstraße und Fritz-Wotruba-Promenade einen Erweiterungsbau, der sich stilistisch an das Hauptgebäude anpasst und secessionistische Elemente integriert. Die Front an der Fritz-Wotruba-Promenade ist zweigeschoßig und besitzt an den Ecken leicht vorspringende Risalite. Das Erdgeschoß ist rustiziert, am Obergeschoß befinden sich zwischen den Fenstern Blendnischen mit muschelverzierten Kalotten. Eine Dachbalustrade schließt nach oben ab.

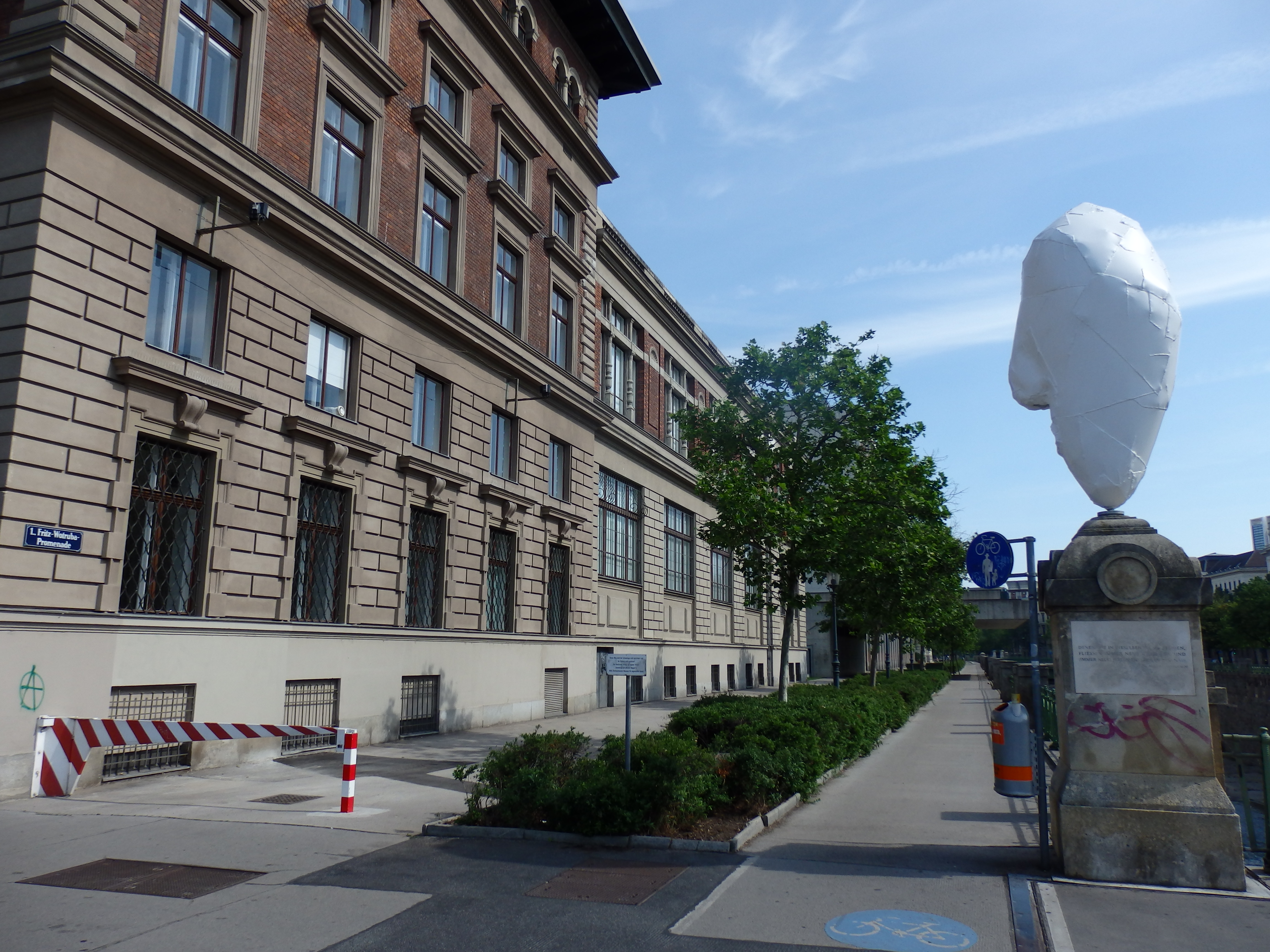
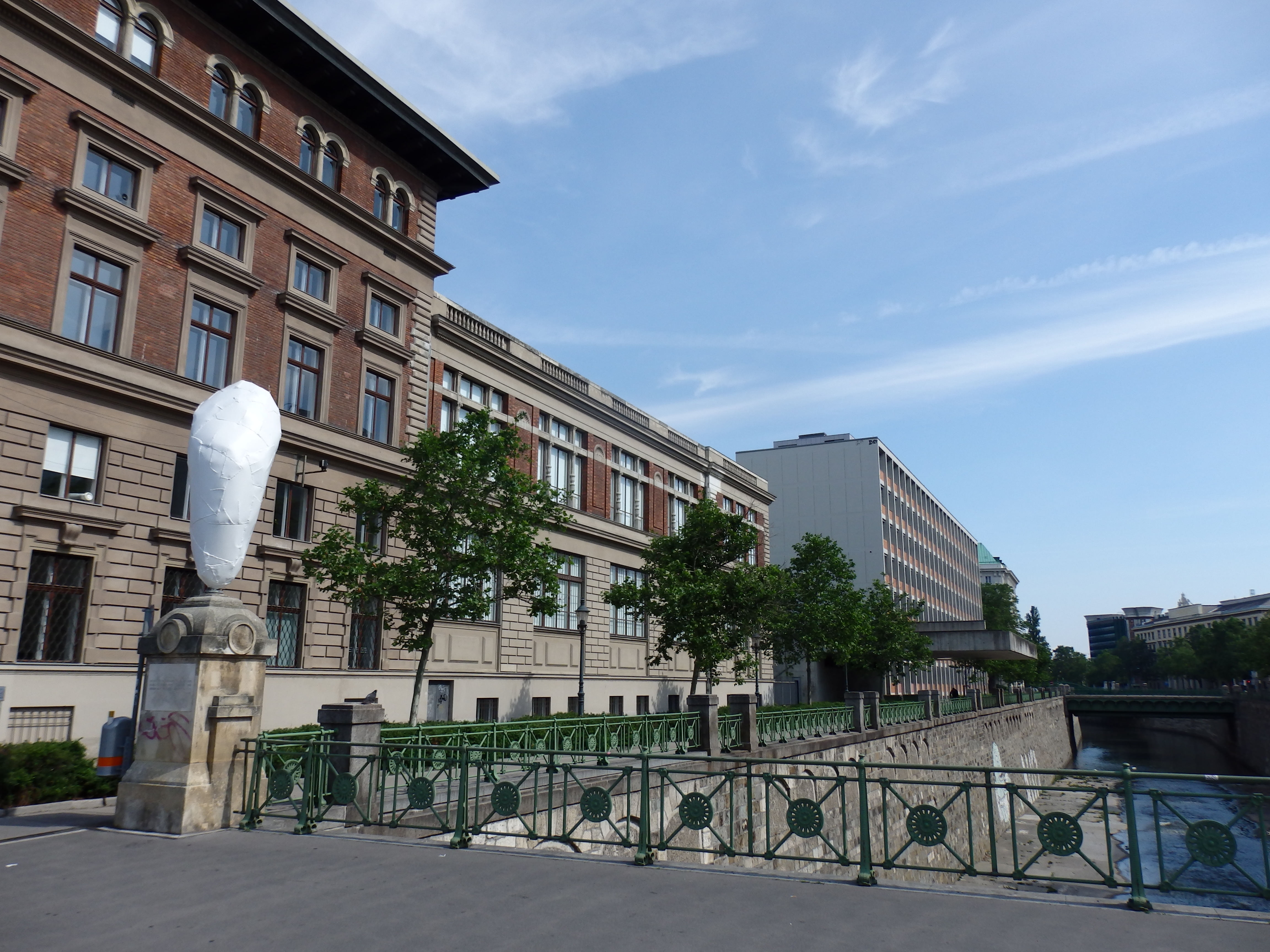
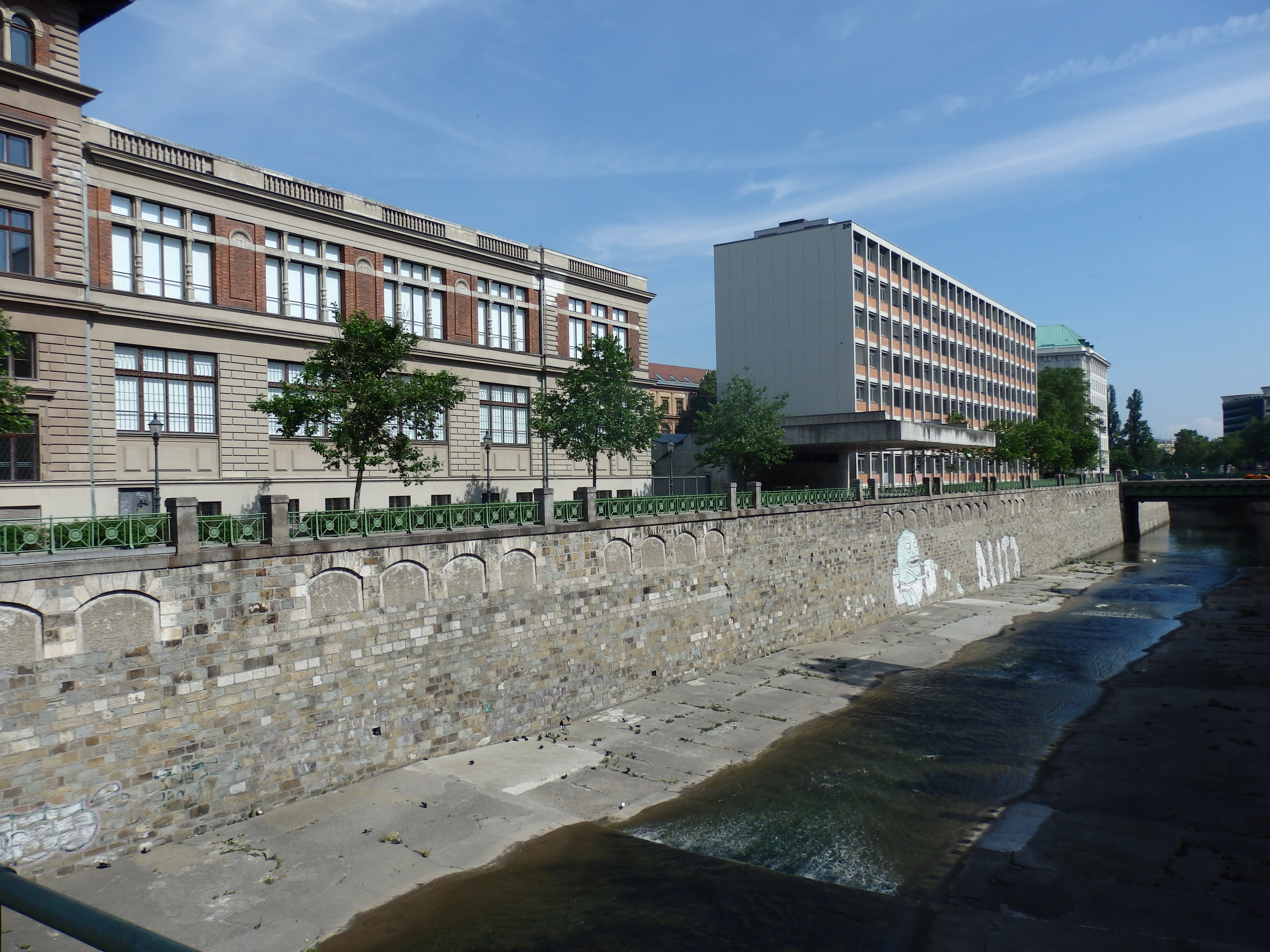
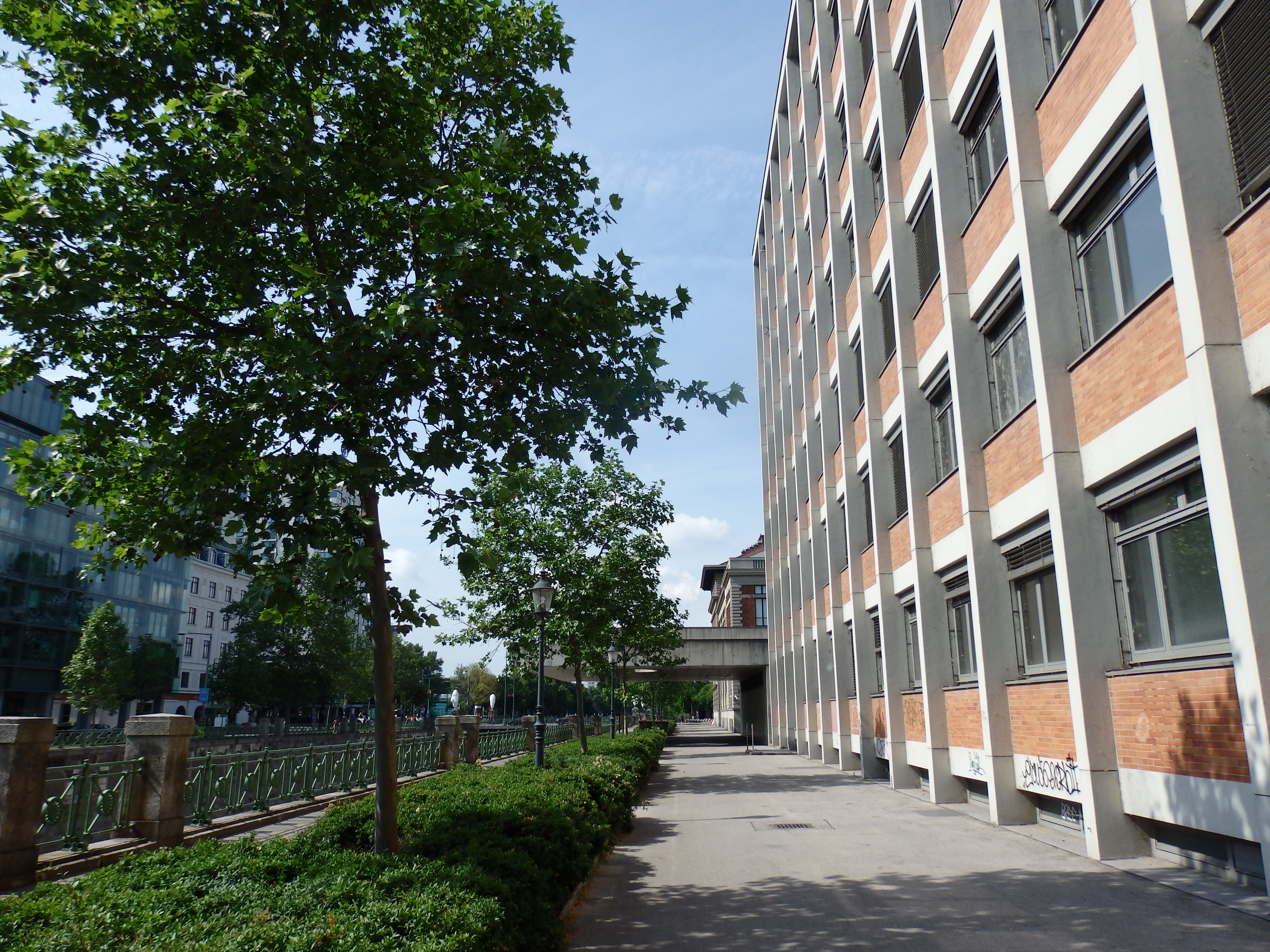
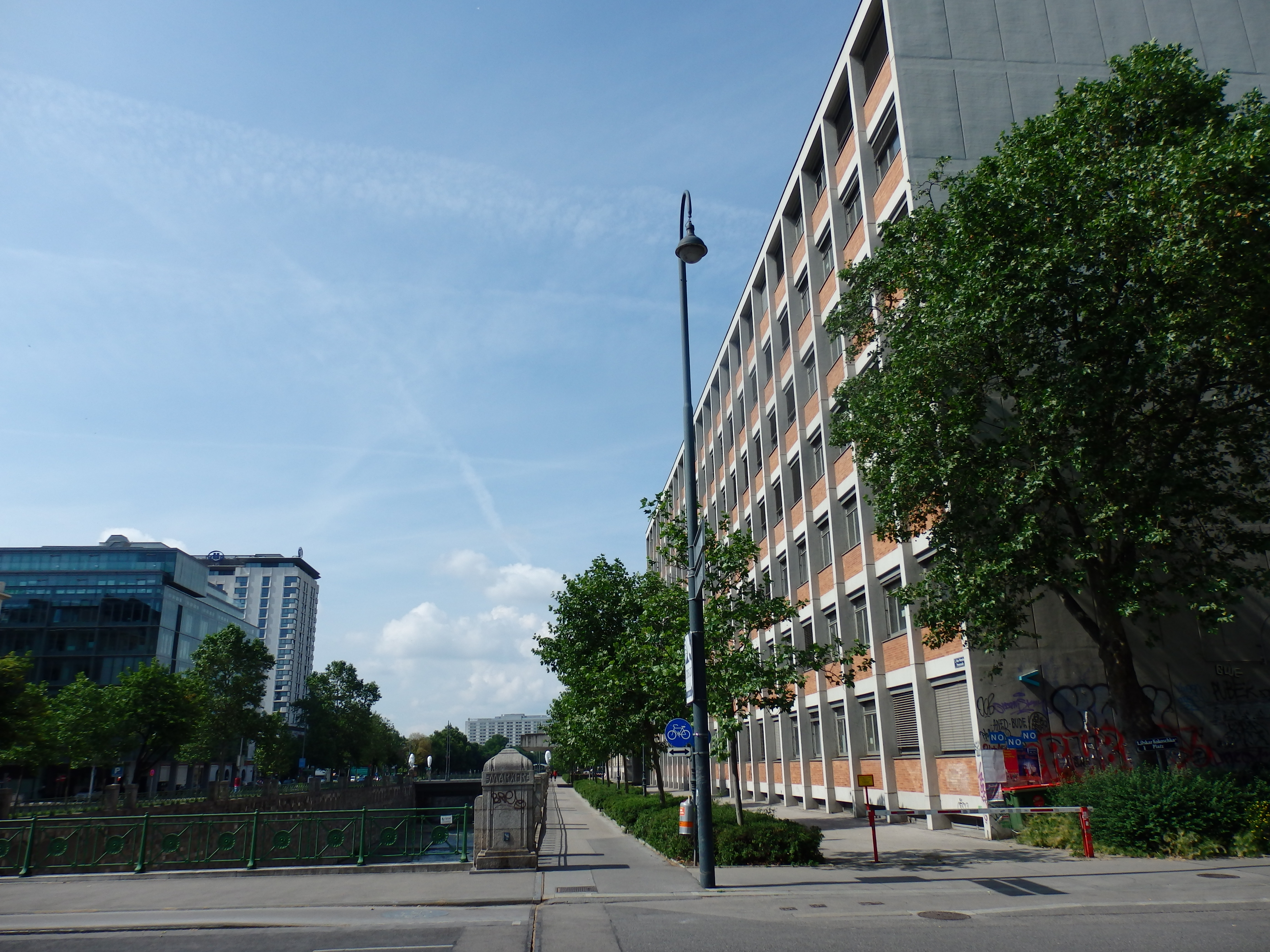